# كورت كوي
كورت كوي (اللغة التركية: Kurtköy) هو حي في إسطنبول. هناك أماكن مشهورة عالميًا مثل فيابورت ومطار صبيحة كوكجن الدولي في المنطقة.

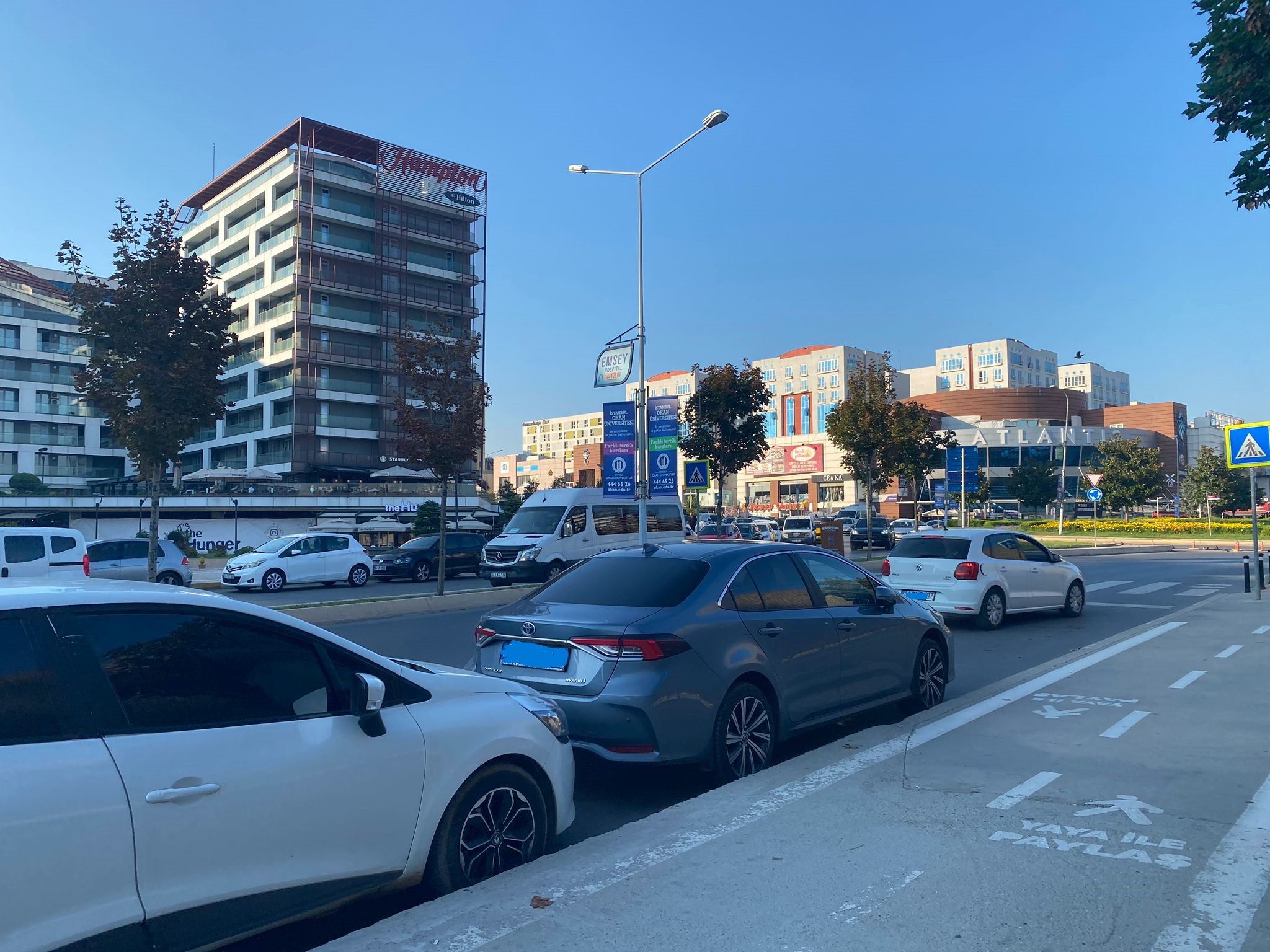

## تاريخ
استقر التركمان هنا في القرن الخامس عشر وأقاموها.